# Westtangente Mannheim

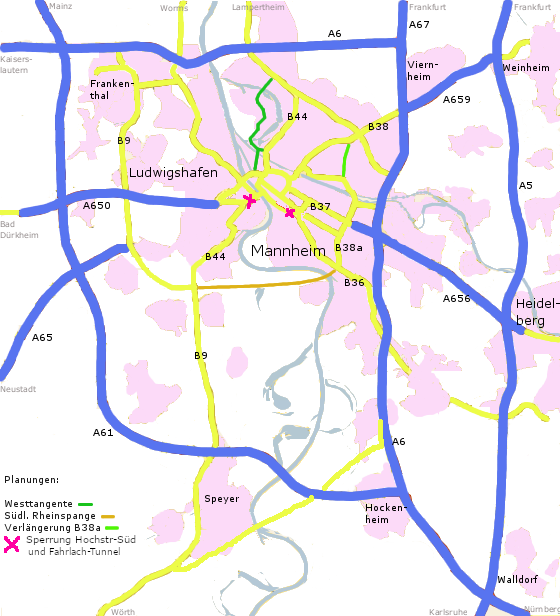
Hauptverkehrsstraßen in und um Mannheim mit geplanter Westtangente

Bei der Westtangente für Mannheim handelt es sich um ein – mittlerweile eingestelltes – Straßenbauvorhaben im Norden bzw. Nordwesten von Mannheim zur Entlastung der Bundesstraße 44 zwischen der Autobahnanschlussstelle A 6 in Mannheim-Sandhofen und der Kurt-Schumacher-Brücke. Es beinhaltet den kreuzungsfreien Ausbau der B 44 sowie die Anbindung der B 44 als Hochstraße über die Friesenheimer Insel an die Kurt-Schumacher-Brücke.
Als Haupteinfallstraße  mit direkter Verbindung nach Ludwigshafen am Rhein nimmt die bestehende Straßenverbindung  einen Großteil des allgemeinen Verkehrs aus Richtung Norden auf und dient zudem der Verkehrserschließung wichtiger Industrie- und Gewerbestandorte entlang der B 44, auf der Friesenheimer Insel sowie des Handels- und des Industriehafens. Die Straßenführung bedeutet für einige Wohngebiete in Sandhofen Neckarstadt-West und Jungbusch erhebliche Lärmbelastungen aufgrund des Durchgangsverkehrs.
Die Westtangente wurde bereits im Generalverkehrsplan von 1970 als Lösung zur Aufnahme dieser Verkehrsströme konzipiert und war rund 40 Jahre immer wieder Gegenstand verkehrlicher Diskussionen. Es konnten allerdings nur Fragmente des Verkehrsentlastungskonzeptes, wie die Verbindung zwischen B 44 und Diffenéstraße über die Altrheinbrücke in den 1960er Jahren und der Ausbau der Autobahnanschlussstelle Mannheim-Sandhofen im Jahr 2004 umgesetzt werden.
Bei einer Machbarkeitsuntersuchung der verschiedenen Trassenvarianten wurde die Variante 3.1 als Vorzugsvariante zur Weiterverfolgung empfohlen. Diese verläuft von der Kurt-Schumacher-Brücke in Hochlage westlich der Riedbahn, quert den Neckar und wird auf der Friesenheimer Insel östlich der Kleingartenanlage weitergeführt bis zur Diffenéstraße.
Die Vorplanung der Stadt Mannheim wurde 2006 abgeschlossen. Auf Wunsch der Stadt wurden alle weiteren Planungen eingestellt.